# Pierre Betfert
 (novembre 2023).
Améliorez-le ou discutez des points à vérifier. 
Jean Pierre Betfert, né le 18 avril 1874 à Ruca (Côtes-du-Nord) et mort le 31 octobre 1953 dans la même commune, est un agriculteur et homme politique français.

## Biographie
Expert agricole reconnu et apprécié dans sa région, il devient maire de sa commune natale en mai 1900, à l'âge de 26 ans, ce qui en fait à l'époque le plus jeune maire de France. En décembre 1919, il devient conseiller d'arrondissement puis conseiller général du canton de Matignon en octobre 1931.
En mai 1938, il se présente à une élection sénatoriale partielle consécutive au décès de Yves Le Trocquer. Il bat au second tour de scrutin Jean-Baptiste Le Monnier, maire radical-socialiste de Ploubalay et candidat de Front populaire, et rejoint le groupe de l'Union démocratique et radicale, expression parlementaire de la mouvance des Radicaux indépendants à la Chambre haute. Il est réélu quelques mois plus tard lors du renouvellement d'un tiers du Sénat.
En 1940, il ne prend pas part au vote des pleins pouvoirs au maréchal Pétain, se retirant dans sa propriété. Il conserve ses fonctions de maire sous l'Occupation et le demeure jusqu'au scrutin de 1953, date à laquelle son petit-fils René Bon lui succède.
Désigné maire honoraire par le nouveau conseil municipal, il meurt à son domicile de Ruca le 31 octobre 1953.

## Détail des fonctions et des mandats
Mandat parlementaire
- 15 mai 1938 - 21 octobre 1945 : sénateur des Côtes-du-Nord

Mandats locaux
- mai 1900 - mai 1953 : maire de Ruca
- 1919 - 1931 : conseiller d'arrondissement
- 1931 - 1940 : conseiller général du canton de Matignon

## Distinctions
- Chevalier du Mérite agricole (1914)
- Chevalier de la Légion d'honneur (1931)